# Ruisseau Walker
Pour les articles homonymes, voir Walker.
Le ruisseau Walker (Walker Brook en anglais) est un cours d'eau du nord du Nouveau-Brunswick, au Canada. Il mesure environ 14 kilomètres de long.

## Toponymie
Le ruisseau Walker est nommé ainsi en l'honneur de George Walker, un marchand ayant construit en 1768 un établissement commercial à l'embouchure du ruisseau.

## Géographie
Le ruisseau Walker prend sa source à environ 300 mètres d'altitude au nord de McKendrick, dans le DSL de Val-d'Amours. Il se dirige ensuite généralement vers le nord-est pendant 2 kilomètres avant de se diriger vers le nord pendant plus de 8 kilomètres, en passant par le centre de Val-d'Amours et en longeant la route 270. Il bifurque ensuite vers l'est en longeant le Sugarloaf et le secteur commercial d'Atholville. Il passe finalement dans le sud de Campbellton, avant de se jeter dans la rivière Ristigouche. Le ruisseau traverse les Appalaches sur une bonne partie de sa longueur. 
Ses affluents sont des cours d'eau de faible longueur et débit, dont voici les principaux, d'amont en aval:
- le ruisseau du Lac-Lilly (4,5 km) à Val-d'Amours en rive droite ;
- le ruisseau Cold (8 km) à Val-d'Amours en rive gauche ;
- le ruisseau Duffs (5 km) à Atholville en rive gauche.